# Ardian (Beteiligungsgesellschaft)
Ardian (vormals Axa Private Equity) ist eine Private-Equity-Beteiligungsgesellschaft mit Sitz in Paris. Ardian zählt zu den größten in Europa ansässigen Beteiligungsgesellschaften.

## Hintergrund
Die 1996 durch den Versicherungskonzern Axa unter Leitung von Dominique Senequier gegründete Beteiligungsgesellschaft verwaltete 2024 in Europa, Nordamerika und Asien Vermögenswerte in Höhe von 164 Mrd. USD. Ardian hat über 1.000 Mitarbeiter in Paris und in 18 weiteren Büros (darunter Peking, Frankfurt am Main, London, Mailand, Madrid, New York City, San Francisco, Singapur und Zürich). Das Unternehmen verwaltet die Anlagen von über 1.200 Investoren und betreut eine Vielzahl unterschiedlicher Fonds, die sämtliche Anlageklassen abdecken, darunter Dachfonds (Primary, Early Secondary und Secondary) sowie Infrastrukturfonds und Fonds mit Schwerpunkt auf Small und Mid Market Enterprise Capital, Innovation & Growth, Co-Investment und Private Debt.
Im September 2013 gab die AXA Private Equity die Trennung von der Axa-Gruppe und den Auftritt unter dem neuen Namen Ardian bekannt.

## Beteiligungen (Auswahl)
| Unternehmen                 | Tätigkeit                                    | Land                   | Typ                                | Datum des Einstiegs | Datum des Ausstiegs |
| --------------------------- | -------------------------------------------- | ---------------------- | ---------------------------------- | ------------------- | ------------------- |
| EWE                         | Energieversorgung und Telekommunikation      | Deutschland            | Minderheitsbeteiligung             | 06.12.2019          |                     |
| AVS                         | Straßenbeschilderung                         | Deutschland            | Koinvestment                       | 02.03.2018          |                     |
| Heinemann Bogen             | Büro- und Dienstleistungskomplex in München  | Deutschland            | Immobilien                         | 28.02.2018          |                     |
| CCC                         | Business Process Outsourcing                 | Deutschland            | Wachstumsfinanzierung/Koinvestment | 02.01.2018          |                     |
| Expleo                      | Ingenieurdienstleistungen                    | Frankreich             | Mehrheitsbeteiligung               | 28.09.2017          |                     |
| Emvia Living                | Kranken- und Pflegeheime                     | Deutschland            | privates Fremdkapital              | 19.10.2017          |                     |
| Imes-Icore                  | Dentaltechnik                                | Deutschland            | Wachstumsfinanzierung              | 15.09.2017          |                     |
| Konrad                      | Büro- und Dienstleistungskomplex in München  | Deutschland            | Immobilien                         | 01.02.2017          |                     |
| SLV                         | Beleuchtungssysteme                          | Deutschland            | Übernahme                          | 19.01.2017          |                     |
| Gantner                     | RFID Systemlösungen für die Fitnessindustrie | Österreich             | Übernahme                          | 14.04.2016          |                     |
| Böllinger                   | Qualitätssicherungs-Dienstleistungen         | Deutschland            | Übernahme                          | 05.07.2016          |                     |
| d&b audiotechnik            | Hersteller von PA-Anlagen                    | Deutschland            | Übernahme                          | 03.03.2016          |                     |
| Innovation Group            | Business Process Outsourcing                 | Vereinigtes Königreich | Minderheitsbeteiligung             | 01.11.2015          |                     |
| Cenexi                      | CDMO                                         | Frankreich             | Übernahme                          | 07.09.2015          |                     |
| Esim Chemicals              | Pflanzenschutzmittel                         | Österreich             | Übernahme                          | 31.08.2015          |                     |
| Irca                        | Backzusatzstoffe                             | Italien                | Übernahme                          | 22.07.2015          | 26.08.2017          |
| Six Degrees Group           | IT-Dienstleistungen                          | Vereinigtes Königreich | Übernahme                          | 07.07.2015          |                     |
| AMP Group                   | Fensterheber                                 | Italien                | Wachstumskapital                   | 30.06.2015          |                     |
| Bricoprivé.com              | Onlineshop                                   | Frankreich             | Übernahme                          | 22.06.2015          |                     |
| Berlin Brands Group         | e-Commerce                                   | Deutschland            | Wachstumskapital                   | 15.06.2015          |                     |
| HR Path                     | Personalinformationssysteme                  | Frankreich             | Übernahme                          | 06.10.2015          |                     |
| CMG                         | Arztzentren (Florida)                        | Vereinigte Staaten     | Minderheitsbeteiligung             | 01.06.2015          | 15.03.2018          |
| Ariane Systems              | Selbsteinweisung / Krankenhäuser             | Frankreich             | Übernahme                          | 05.12.2015          |                     |
| Siaci Saint Honoré          | Versicherungsmakler                          | Frankreich             | Übernahme                          | 06.05.2015          |                     |
| ICCNexergy                  | Batteriesysteme                              | Vereinigte Staaten     | Minderheitsbeteiligung             | 30.04.2015          |                     |
| Air Medical Group Holdings  | Luftrettung                                  | Vereinigte Staaten     | Minderheitsbeteiligung             | 24.04.2015          |                     |
| Serma Group                 | Elektronik                                   | Frankreich             | Wachstumskapital                   | 09.04.2015          |                     |
| PetSmart                    | Haustiere                                    | Vereinigte Staaten     | Minderheitsbeteiligung             | 03.11.2015          |                     |
| SIG Combibloc Group         | Verpackungen                                 | Schweiz                | Minderheitsbeteiligung             | 10.03.2015          |                     |
| Clever Age                  | Software                                     | Frankreich             | Wachstumskapital                   | 22.01.2015          |                     |
| Saaswedo                    | Software                                     | Frankreich             | Wachstumskapital                   | 22.12.2014          |                     |
| Delta Solar                 | Solarprojekte                                | Frankreich             | Übernahme                          | 18.12.2014          |                     |
| Guo Cui                     | Topfpflanzen                                 | Volksrepublik China    | Minderheitsbeteiligung             | 09.01.2014          |                     |
| ADA Cosmetics               | Kosmetik                                     | Deutschland            | Wachstumskapital                   | 28.08.2014          |                     |
| EFS                         | Tankkarten                                   | Vereinigte Staaten     | Minderheitsbeteiligung             | 11.08.2014          | 27.11.2017          |
| Spie Batignolles            | Bauunternehmen                               | Frankreich             | Wachstumskapital                   | 31.07.2014          |                     |
| Groupe Bio7                 | Laboratoriumsmedizin                         | Frankreich             | Wachstumskapital                   | 30.07.2014          |                     |
| Italmatch Chemicals         | Phosphorchemikalien                          | Italien                | Übernahme                          | 24.07.2014          |                     |
| Gates Corporation           | Keilriemen                                   | Vereinigte Staaten     | Minderheitsbeteiligung             | 03.07.2014          |                     |
| Schleich                    | Tierfiguren                                  | Deutschland            | Übernahme                          | 07.01.2014          | 09.07.2019          |
| RGI Group                   | Versicherungssoftware                        | Italien                | Wachstumskapital                   | 30.06.2014          | 22.12.2017          |
| CEVA Santé Animale          | Tiermedizin                                  | Frankreich             | Übernahme                          | 16.06.2014          |                     |
| Neotys                      | Software für Lasttest                        | Frankreich             | Wachstumskapital                   | 28.05.2014          |                     |
| Ikoula                      | Hosting                                      | Frankreich             | Wachstumskapital                   | 26.05.2014          |                     |
| Newrest                     | Catering                                     | Frankreich             | Minderheitsbeteiligung             | 06.05.2014          |                     |
| Global Logistics Properties | Logistikhallen                               | Volksrepublik China    | Minderheitsbeteiligung             | 05.01.2014          |                     |
| EAT                         | Coffeeshops                                  | Vereinigtes Königreich | Übernahme                          | 30.04.2014          |                     |
| ECi Software Solutions      | ERP-Software                                 | Vereinigte Staaten     | Minderheitsbeteiligung             | 16.04.2014          |                     |
| IMV                         | Materialien für die künstliche Befruchtung   | Frankreich             | Übernahme                          | 12.04.2014          | 09.12.2016          |
| Indigo (vormals Vinci Park) | Parkplatzbetreiber                           | Frankreich             |                                    | 10.04.2014          |                     |

Quelle: Website (Auszug)